# Marathon de Chicago 2008
Navigation
Édition précédente Édition suivante
Le Marathon de Chicago de 2008 est la 31e édition du Marathon de Chicago, aux États-Unis, qui a lieu le dimanche 12 octobre 2008. C'est le quatrième des World Marathon Majors à avoir lieu en 2008 après le Marathon de Boston, le Marathon de Londres et le Marathon de Berlin. Le Kényan Evans Cheruiyot remporte la course masculine avec un temps de 2 h 6 min 25 s. La Russe Lidiya Grigoryeva s'impose chez les femmes en 2 h 27 min 17 s.

## Résultats

### Hommes
| Rang | Athlète          | Nationalité | Temps           |
| ---- | ---------------- | ----------- | --------------- |
|      | Evans Cheruiyot  | Kenya       | 2 h 06 min 25 s |
|      | David Mandago    | Kenya       | 2 h 07 min 37 s |
|      | Timothy Cherigat | Kenya       | 2 h 11 min 39 s |
| 4    | Wesley Korir     | Kenya       | 2 h 13 min 53 s |
| 5    | Martin Lauret    | Pays-Bas    | 2 h 15 min 10 s |
| 6    | Emmanuel Mutai   | Kenya       | 2 h 15 min 36 s |
| 7    | Mike Reneau      | États-Unis  | 2 h 16 min 20 s |
| 8    | William Kipsang  | Kenya       | 2 h 16 min 41 s |
| 9    | Daniel Njenga    | Kenya       | 2 h 17 min 33 s |
| 10   | Richard Limo     | Kenya       | 2 h 18 min 48 s |

### Femmes
| Rang | Athlète              | Nationalité | Temps           |
| ---- | -------------------- | ----------- | --------------- |
|      | Lidiya Grigoryeva    | Russie      | 2 h 27 min 17 s |
|      | Alevtina Biktimirova | Russie      | 2 h 29 min 32 s |
|      | Kiyoko Shimahara     | Japon       | 2 h 30 min 19 s |
| 4    | Constantina Diță     | Roumanie    | 2 h 30 min 57 s |
| 5    | Desiree Davila       | États-Unis  | 2 h 31 min 33 s |
| 6    | Colleen de Reuck     | États-Unis  | 2 h 32 min 25 s |
| 7    | Bezunesh Bekele      | Éthiopie    | 2 h 32 min 41 s |
| 8    | Paige Higgins        | États-Unis  | 2 h 33 min 06 s |
| 9    | Kate O'Neill         | États-Unis  | 2 h 34 min 04 s |
| 10   | Berhane Adere        | Éthiopie    | 2 h 34 min 16 s |

### Fauteuils roulants (hommes)
| Rang | Athlète | Nationalité | Temps |
| ---- | ------- | ----------- | ----- |
|      |         |             |       |
|      |         |             |       |
|      |         |             |       |

### Fauteuils roulants (femmes)
| Rang | Athlète | Nationalité | Temps |
| ---- | ------- | ----------- | ----- |
|      |         |             |       |
|      |         |             |       |
|      |         |             |       |